# Bed and breakfast

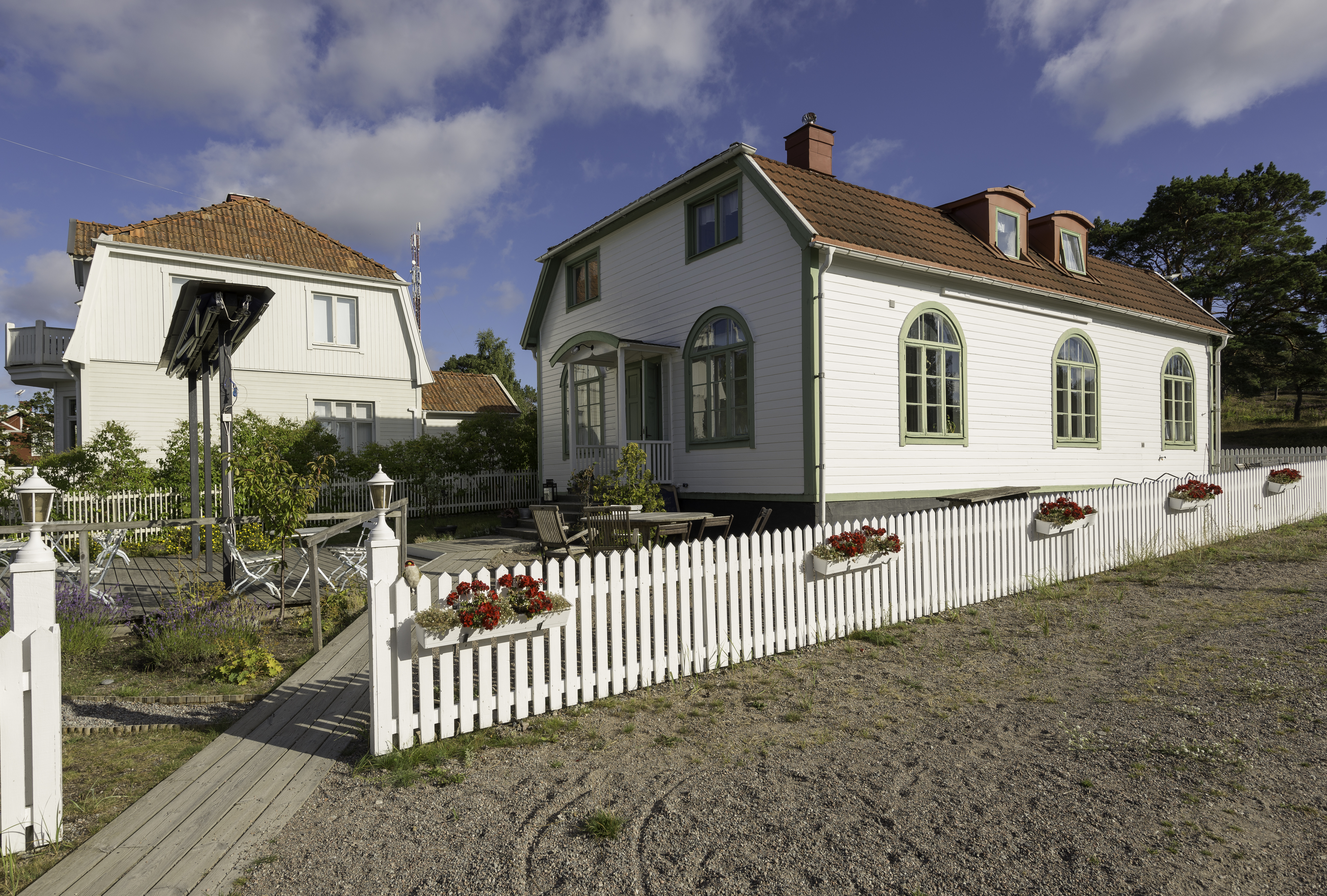
Un B&B a Sandhamn

Il bed and breakfast (locuzione derivata dalla lingua inglese, traducibile come "letto e colazione"), in acronimo B&B, è una forma di alloggio turistico informale.

## Descrizione
Considerato generalmente più economico delle altre forme di alloggio turistico come alberghi o residence, e più caro rispetto agli ostelli o campeggi, spesso il B&B rappresenta una fonte economica importante per le famiglie, e allo stesso tempo un'occasione di compagnia e conoscenza per persone sole o famiglie, felici di ospitare e accogliere i viaggiatori.
È praticato dalle famiglie con una o più stanze per gli ospiti libere, con o senza bagno privato, e include il pernottamento e la prima colazione. Negli ultimi anni, questo nuovo modo di viaggiare ha visto un incremento significativo. La possibilità di viaggiare in maniera più genuina, entrando in contatto con le persone del luogo, crea un'esperienza unica nel suo genere.

### In Italia
Il regolamento nazionale per quanto riguarda il b&b prevede che la durata di un soggiorno presso una tale struttura non possa essere inferiore alle 24 ore (tranne l'eventuale regolamento interno della medesima struttura).

## Nel mondo

### Australia
Nonostante le similitudini culturali e una popolazione più di venti volte superiore, ci sono meno B&B in tutta l'Australia che nella South Island della Nuova Zelanda.
Dal 1960 la media pro-capite del reddito disponibile degli australiani è stata superiore a quella dei neozelandesi e ciò ha attenuato il potente incentivo ad affittare stanze nelle loro case ai viaggiatori. Un altro fattore potrebbe essere che l'Australia ha, a parte le città-stato come Singapore, la più grande concentrazione di abitanti delle città in qualsiasi punto del globo e queste città sono ampiamente provviste di hotel e motel.

### Cina
In Cina gli espatriati hanno ristrutturato le strutture tradizionali nelle pittoresche aree rurali tranquille e ha aperto un paio di boutique hotel in stile rustico con servizi minimi. La maggior parte dei clienti sono turisti, ma stanno crescendo in popolarità tra i cinesi.

### Cuba
A Cuba, che ha aperto al turismo nel 1990, dopo il sostegno finanziario dell'Unione Sovietica che si è dissolta, una forma di B&B chiamato casa particular ("casa privata") ed è diventata la principale forma di fuori delle località turistiche.

### Repubblica Dominicana
La Repubblica Dominicana, che negli anni '80 è diventato il paese con le case più private, per lo più ville turistiche nel luogo, soprattutto per la vicinanza al castello della Isabella dove è arrivato per prima volta Cristoforo Colombo, è diventata un'attrazione turistica.

### India
In India, il governo sta promuovendo il concetto di B&B. Il governo sta facendo questo per aumentare il turismo, soprattutto tenendo in considerazione la domanda di alberghi durante i Giochi del Commonwealth del 2010 a Delhi. Il governo indiano ha classificato i B&B in 2 categorie - Gold & Silver B&B. Tutti i B&B sono approvati dal Ministero del turismo per poi classificare come oro o argento in base ai criteri predefiniti.
Ha crescita enorme in città metropolitane come Delhi, Gurgaon, Pune, Bangalore e Mumbai, infatti le persone si stanno affrettando a queste città in termini di avere un rispettivo lavoro e il B&B è diventando una scelta preferita tra di loro. B&B ha media provider di servizi che stanno fornendo questi servizi come standard nei loro locali come aria condizionata o raffreddamento di aria, cibo gratis, internet wi-fi gratuito; e fornitore di premio stanno fornendo tutta una serie di servizi aggiuntivi come il sistema di ascensore, non bolletta elettrica per l'aria condizionata e l'uso di riscaldamento, 50 MB per 100 MB per linea internet affittata per gli ospiti, citofono, telecamere di sicurezza (che è obbligatoria dal governo locale e statale dal dipartimento di polizia) e guardia di sicurezza 24 * 7. Gli oneri per standard dei B&B è di circa $ 100 a $ 120 ogni a testa per un mese e per i Bed & Breakfast con servizi premium parte dai $ 180 in sopra.

### Italia
In Italia il Codice del turismo, valido dal 2011, cataloga i bed and breakfast come strutture ricettive extralberghiere, che possono avere carattere familiare o carattere imprenditoriale.
La procedura per la regolarizzazione dell'attività ricettiva varia in base alla tipologia, ma per entrambe è necessario presentare la SCIA (Segnalazione Certificata di Inizio Attività) tramite un modulo precompilato da ritirare allo sportello SUAP (Sportello Unico per le Attività Produttive) del comune di competenza.
Inoltre, per i bed and breakfast a carattere imprenditoriale è prevista l'apertura della Partita IVA.
Quelli a carattere familiare invece sono considerati un'attività economica non imprenditoriale, ma per essere definiti come tali è necessario che tale attività sia di carattere saltuario.
Oltre alla normativa nazionale bisogna tenere conto anche di quella regionale, che in genere prevede periodi minimi di apertura e periodi massimi di permanenza dei turisti.
L'apertura di un bed and breakfast in un condominio è possibile, anche se il regolamento contrattuale preveda il divieto di destinazione dell'immobile ad attività di locanda o pensione. Infatti, secondo la sentenza del Tribunale di Roma del 10 gennaio 2018, n°510, il bed and breakfast non è equiparabile né a una locanda né a una pensione.
Infine, il privato che decide di aprire un bed and breakfast in forma non professionale deve dimostrare di possedere i requisiti soggettivi necessari:
- Requisiti morali previsti dall'articolo 11[4] del TULPS (Testo Unico delle Leggi di Pubblica Sicurezza);
- Assenza di pregiudiziali ai sensi del Codice delle leggi antimafia;
- Assenza di condanne ai sensi della Legge Merlin.